# 꿈두레도서관
꿈두레도서관은 경기도 오산시 소재의 시립 도서관이다.

## 연혁
- 2014년 4월 12일 오산시 꿈두레도서관 준공
- 2014년 4월 12일 오산시 꿈두레도서관 개관

## 시설현황
- 옥상: 하늘정원
- 2층: 종합자료실, 디지털자료실, 일반열람실, 종합열람실, 제3문화강좌실, 사무실
- 1층: 어린이자료실, 유아열람실, 어린이강좌실, 제1·2문화강좌실, 중정홀, 카페테리아
- 지하 1층: 다목적홀, 야외공연장, 보존서고, 주차장
- 실외: 독서캠핑장

## 이용 안내
이용 시간
| 구분                                 | 평일          | 토·일요일     | 법정공휴일    |
| ------------------------------------ | ------------- | ------------- | ------------- |
| 종합자료실 어린이자료실 디지털자료실 | 09:00 ~ 22:00 | 09:00 ~ 18:00 | 09:00 ~ 18:00 |
| 열람실                               | 08:00 ~ 22:00 | 08:00 ~ 22:00 | 09:00 ~ 18:00 |

휴관일
- 1월 1일, 설 연휴, 추석 연휴
- 매월 첫째, 셋째 월요일
- 특별한 사유로 필요하다고 인정하는 날